# لشکر ۱۲ پیاده (عراق)
لشکر ۱۲ پیاده عراق (انگلیسی: 12th Division) لشکر پیاده‌نظام سبک زیرمجموعه نیروی زمینی عراق است، که در سال ۱۹۵۹ تأسیس شد. این لشکر در خلال جنگ ایران و عراق از یگان‌های عمل‌کننده نیروی زمینی عراق بود و در عملیات بیت‌المقدس شرکت داشت. ستاد فرماندهی لشکر ۱۲ پیاده در تکریت قرار دارد و پادگان‌های آن در استان صلاح‌الدین مستقر می‌باشند.
لشکر ۱۲ پیاده در جریان حمله شمال عراق (ژوئن ۲۰۱۴) تحت فشار داعش منحل شد و دیگر سازماندهی نشد.
لشکر ۱۲ پیاده در ابتدا در دهه ۱۹۷۰ یا ۱۹۸۰ فعال شد و احتمالاً پس از سال ۱۹۹۱ منحل گردید (در بررسی اطلاعات جین در سپتامبر ۱۹۹۷ ذکر نشده بود). این لشکر در طول جنگ خلیج فارس در سال ۱۹۹۱ یک لشکر زرهی بود. این لشکر بخشی از ذخایر زرهی در عقب جبهه کویت، به عنوان بخشی از سپاه جهاد در کنار لشکر ۱۰ زرهی بود. تحلیلگران ارتش ایالات متحده معتقد بودند که این دو لشکر به طور متوسط "درصد اثربخشی رزمی" ۵۹٪ را حفظ کرده‌اند. در میان تیپ‌های این لشکر، تیپ ۵۰ زرهی به فرماندهی سرهنگ محمد اشد قرار داشت.
پس از شروع حمله زمینی، لشکر ۱ پیاده (مکانیزه) ایالات متحده و هنگ دوم سواره‌نظام زرهی، بیشتر لشکر را نابود کردند و حداقل ۸۰ دستگاه وسیله نقلیه جنگی این لشکر را از بین بردند. سایر عناصر این لشکر در طول نبرد نورفولک توسط نیروهای بریتانیایی نابود شدند.